# レゴ・お城シリーズ

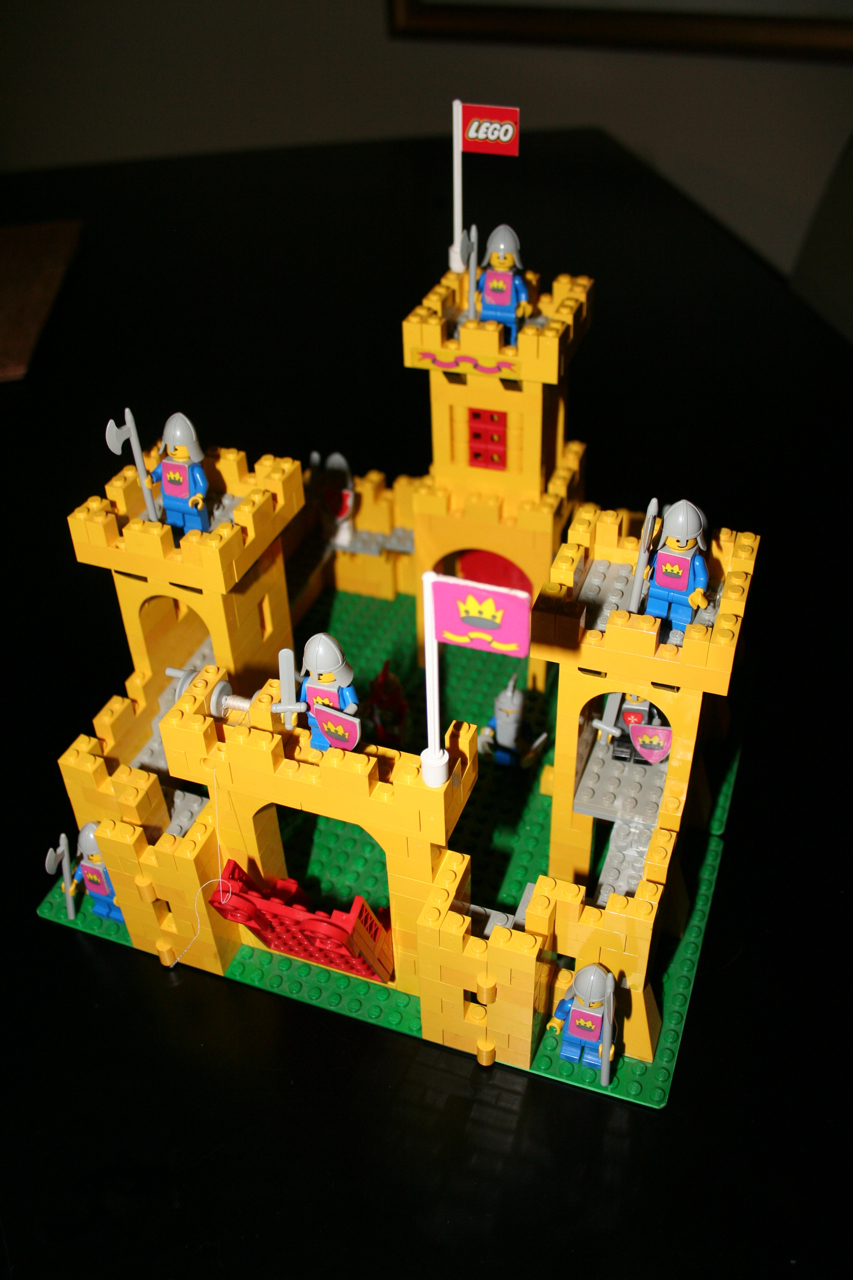
1978年製 LEGOLAND 375

レゴ・お城シリーズ（レゴ・おしろシリーズ）とは、レゴ社が1978年(日本国内では1984年)より発売していた子供向け玩具である。
プラスチックの部品を組みあわせるレゴの一種で、主に中世ヨーロッパの城、とりで、塔などがある。また、馬車や船、いしゆみなどもラインナップに入っている。
シリーズ末期にはレゴショーグンや忍者等がラインナップとして登場し、ヨーロッパから日本へ舞台を移した。
しかし、この時期から1セットあたりのミニフィグやブロックのパーツ数の減少、余分で華美なミニフィグの装備品、セットのハリボテ感や上げ底的な土台パーツの乱用などかつてのシンプルなブロックの積み上げで作品を創るという形式は失われていった。昔からのファンはこれらの問題点を指摘している。
2002年にシリーズは終了したが、その後、お城シリーズの後継としてレゴ・ナイトキングダム（2004年 - 2006年）→レゴ・キャッスル（2007年 - 2009年）→レゴ・キングダム（2010年 - 2012年）→レゴ・キャッスル（2013年 - 2014年）→レゴ ネックスナイツ（2016年 - 2018年）と展開されている。

## リスト
| 品番 | 製品名                       | 発表年 | シリーズ       |
| ---- | ---------------------------- | ------ | -------------- |
| 6066 | 森のかくれ家                 | 1987   | 森の人         |
| 6054 | 森の見張り小屋               | 1988   | 森の人         |
| 6071 | 森のつり橋                   | 1990   | 森の人         |
| 6077 | 森の人のとりで               | 1991   | 森の人         |
| 6039 | いしゆみと騎士               | 1988   | ゴーストナイト |
| 6016 | 白馬車                       | 1988   | ゴーストナイト |
| 6081 | ゆうれい城                   | 1990   | ゴーストナイト |
| 6042 | 護送車                       | 1990   | ゴーストナイト |
| 6085 | ブラックドラゴン城           | 1988   | ブラックナイト |
| 6034 | ゆうれいと騎士               | 1991   | ブラックナイト |
| 6018 | ドラゴンシップ               | 1991   | ブラックナイト |
| 6086 | ブラックナイト城             | 1992   | ブラックナイト |
| 6057 | ブラックナイトシップ         | 1992   | ブラックナイト |
| 6009 | ブラックナイトの騎士         | 1992   | ブラックナイト |
| 6103 | 人形セット                   | 1988   |                |
| 6075 | ウルフ盗ぞく団のかくれ家     | 1992   | ウルフ盗賊団   |
| 6038 | ウルフ盗ぞく団の荷馬車       | 1992   | ウルフ盗賊団   |
| 6082 | マジックドラゴン城           | 1993   | ドラゴンナイト |
| 6076 | マジックドラゴンマウンテン   | 1993   | ドラゴンナイト |
| 6048 | ミラクルマジックハウス       | 1993   | ドラゴンナイト |
| 6056 | ドラゴンカート               | 1993   | ドラゴンナイト |
| 6043 | ドラゴンカタパルト           | 1993   | ドラゴンナイト |
| 6020 | マジックツリーハウス         | 1993   | ドラゴンナイト |
| 6105 | 人形セット                   | 1993   |                |
| 6090 | ロイヤルキング城             | 1995   | ロイヤルナイト |
| 6078 | ガイコツの塔                 | 1995   | ロイヤルナイト |
| 6044 | ロイヤルキングの馬車         | 1995   | ロイヤルナイト |
| 6036 | ガイコツと見張り番           | 1995   | ロイヤルナイト |
| 6008 | ロイヤルキングと白馬         | 1995   | ロイヤルナイト |
| 6079 | エルクウッドのとりで         | 1996   | エルクウッド   |
| 6046 | エルクウッドオークタワー     | 1996   | エルクウッド   |
| 6024 | エルクウッドのかくれ家       | 1996   | エルクウッド   |
| 6097 | コウモリ男爵の城             | 1997   | コウモリ男爵   |
| 6047 | ブラックドラゴンカート       | 1997   | コウモリ男爵   |
| 6007 | コウモリ男爵                 | 1997   | コウモリ男爵   |
| 6087 | 魔女ヒルダの城               | 1997   | 魔女ヒルダ     |
| 6037 | 魔女のゴンドラ               | 1997   | 魔女ヒルダ     |
| 6093 | レゴショーグンの城           | 1998   | ニンジャ       |
| 6089 | レゴショーグンの見張りやぐら | 1998   | ニンジャ       |
| 6088 | 黒ニンジャのからくりとりで   | 1998   | ニンジャ       |
| 6045 | 黒ニンジャのかくし蔵         | 1998   | ニンジャ       |
| 6033 | 黒ニンジャと宝物             | 1998   | ニンジャ       |
| 6013 | レゴショーグン               | 1998   | ニンジャ       |
| 6031 | 人形セット                   | 1998   |                |